# 1-2-Switch
A 1-2-Switch partijáték, melyet a Nintendo EPD fejlesztett és a Nintendo jelentetett meg 2017. március 3-án, a Nintendo Switch nyitócímeként. A játék alaposan kihasználja a rendszer Joy-Con kontrollerei által nyújtott lehetőségeket, a játékosoknak egymással szemben elhelyezkedve kell különböző minijátékokat teljesíteni. A játékból 2019-ig 3,01 millió példányt adtak el, ezzel a platform egyik legkelendőbb játéka lett, a megosztott kritikai fogadtatás ellenére.

## Játékmenet
A 1-2-Switch partijáték, melyben a játékosok rendszerint nem a képernyőn megjelenő vizuális eseményekre, hanem hangutasításokra és a Switch Joy-Con kontrollereinek funkcionalitásaira reagálnak, miközben számos különböző minijátékban részt vehetnek. A 1-2-Switchben összesen 28 minijáték van, a legtöbbjükben két játékos vesz részt, mindkettőjük a Joy-Con kontrollerek 1-1 felét használják és a játék által gyakran arra vannak buzdítva, hogy a játékok során egymást figyeljék. A minijátékok elején megjelenő oktatóvideókat leszámítva a játékosok elsősorban hangutasításokra és a Joy-Con rezgőfunkciójára hagyatkoznak annak megítélésére, hogy hogyan teljesítenek az egyes játékokban.

## Fejlesztés
Miután a Nintendo 2017 januárjában bejelentette a játékot a Nintendo Switch-rendezvényen, a cég hat minijátékot is bemutatott a közönségnek. A játékot használták a Nintendo Joy-Con HD rezgés és infravörös mozgásérzékelő kamera képességeinek bemutatására.
A Nintendo of America több képviselője a fejős minijáték és a Nintendo Switch promóciójának részeként egy woodstocki tejgazdaságban tehenfejőversenyben vett részt.

## Fogadtatás
| Összegzőoldal | Értékelés |
| ------------- | --------- |
| Metacritic    | 58/100    |

| Szerző                | Értékelés |
| --------------------- | --------- |
| Destructoid           | 4,5/10    |
| Game Informer         | 4/10      |
| GameSpot              | 6/10      |
| IGN                   | 6,8/10    |
| Nintendo Life         | [ 11 ]    |
| Nintendo World Report | 6,5/10    |

A 1-2-Switch a Metacritic kritikaösszegző oldal adatai szerint „megosztott” kritikai fogadtatásban részesült. A PETA amerikai állatjogi szervezet kritizálta a fejős minijátékot, a Nintendót a tett „elédeskedésével” vádolva.
A játékot az első bemutatóvideója után többen a WarioWare sorozathoz hasonlították. Ben Skipper az International Business Times magazinban megjegyezte a játék szexuális utalásait.
A Nintendo azon döntését, hogy a rendszertől különállóan jelentette meg a játékot számos kritika érte; többen úgy gondolták, hogy a Wii Sportshoz hasonlóan a rendszer mellé kellett volna csomagolni azt, azonban a Nintendo elmondása szerint azért hagyták meg a vásárlóknak a játék különálló megvásárlásának lehetőségét, hogy ezzel se növeljék a Switch árát, amivel potenciálisan elérdekteleníthették volna a vásárlókat  és veszélyeztethették volna a konzol eladásait. Cory Arnold a Destructoid weboldalon kritizálta az igazi egyjátékos mód hiányát, sőt szerinte a minijátékok rosszabbak, mint a Wii Sportsban találhatók, mivel semmiféle előmenetel sincs bennük.
A Nintendo adatai szerint 2017 áprilisáig világszerte közel kétmillió példányt szállítottak le a játékból. 2018 márciusáig ez a szám kétmillió fölé emelkedett. 2019 márciusáig az összeladások elérték a 3,01 millió példányt.

### Díjak
| Év   | Díj                                                   | Kategória                                                  | Eredmény | Forrás        |
| ---- | ----------------------------------------------------- | ---------------------------------------------------------- | -------- | ------------- |
| 2018 | National Academy of Video Game Trade Reviewers Awards | Irányítás, kétdimenziós vagy limitált háromdimenziós játék | Jelölve  | [ 24 ] [ 25 ] |
| 2018 | National Academy of Video Game Trade Reviewers Awards | Játék, zene- vagy teljesítményalapú                        | Jelölve  | [ 24 ] [ 25 ] |

## Fordítás
- Ez a szócikk részben vagy egészben  a(z)   1-2-Switch című angol Wikipédia-szócikk ezen változatának fordításán alapul.  Az eredeti cikk szerkesztőit annak laptörténete sorolja fel. Ez a jelzés csupán a megfogalmazás eredetét és a szerzői jogokat jelzi, nem szolgál a cikkben szereplő információk forrásmegjelöléseként.